# Sessiluncus cavensis
Sessiluncus cavensis är en spindeldjursart som beskrevs av Rainer Willmann 1940. Sessiluncus cavensis ingår i släktet Sessiluncus och familjen Ologamasidae. Inga underarter finns listade i Catalogue of Life.